# 基隆市行政區劃
基隆市行政區劃係描述與今中華民國臺灣省基隆市相關之行政區劃沿革，故不限於1924年正式出現「基隆市」之名稱，及現今基隆市之行政區劃範圍。
目前基隆市劃分為7區，其中面積最大與最小的三級行政區分別是七堵區與仁愛區，兩區面積分別為56.2659平方公里與4.2335平方公里:4；人口最多與最少的三級行政區分別是安樂區與暖暖區，2024年底兩區人口分別為80,060人與38,334人；人口密度最高與最低的三級行政區分別是仁愛區與七堵區，2024年底兩區人口密度分別為每平方公里9,570人與每平方公里934人。

## 沿革

### 清領時期前
基隆市舊稱「雞籠」，早期可能為凱達格蘭族之居住地。1626年5月5日，西班牙船隊自菲律賓出發並沿臺灣東海岸北上；同月12日進入雞籠港，並於16日在雞籠港社寮島（今和平島）舉行佔領儀式，雞籠地區成為西班牙統治區域:7。1642年8月，荷蘭軍艦北征攻城，西班牙人被逐出臺灣，雞籠地區成為荷蘭統治區域:7。1661年鄭成功攻臺後，臺灣設置一府二縣，雞籠地區歸屬承天府天興縣:10。1664年，鄭經將天興縣改為天興州:10。

### 清領時期
1683年8月，鄭克塽降清，臺灣納入清朝版圖:11。1684年，清廷設臺灣府，隸福建省，雞籠地區歸屬臺灣府下設之諸羅縣:11。朱一貴事件後，1723年，清廷在諸羅縣北側半線地方設置彰化縣，並於北部淡水地區設捕盜同知，即淡水分府:13。1732年，諸羅縣劃分兩縣，雞籠地區改隸淡水廳:13。1874年牡丹社事件結束後，沈葆楨蒞臺辦理防務，籌劃善後事宜，遂向清廷湊請於雞籠地區設廳:15。1875年，取「『基』地昌『隆』」之意，將「雞籠」改稱為「基隆」，正式設廳:15－16。基隆廳轄基隆堡、金包里堡、三貂堡、石碇堡，廳治設於基隆:7。

### 日治時期

#### 州制實行前
甲午戰爭結束後，1895年5月8日，將臺灣及其附屬島嶼割讓給日本，並設置臺灣總督府:19－20；6月4日，日軍於基隆設置臨時總督府民政署，開始統治臺灣:20。1896年3月，頒定〈臺灣總督府地方官官制〉，改設三縣二廳，基隆地區改為基隆支廳，隸屬於臺北縣:20。1897年5月，將基隆支廳廢除並劃為基隆、金包里、頂雙溪及水返腳等4個辦務署，仍屬臺北縣管轄，另定街、庄、社制，並曾於1896年6月、1899年7月及1900年9月進行總計三次行政區域調整:20－21。1901年11月，廢除縣制及辦務署，改設22廳，基隆廳下轄金包里、水返腳、瑞芳、頂雙溪等4個支廳:21。1905年12月8日，基隆廳經管轄區域調整後，轄有4堡及文山堡之4庄4嶼:21。1910年，全臺灣併劃為十二廳，基隆廳及深坑廳之大部分地區併為臺北廳，臺北廳下轄13支廳:21。1915年，廢除瑞芳支廳並併歸於基隆支廳:21。

#### 州制實行後

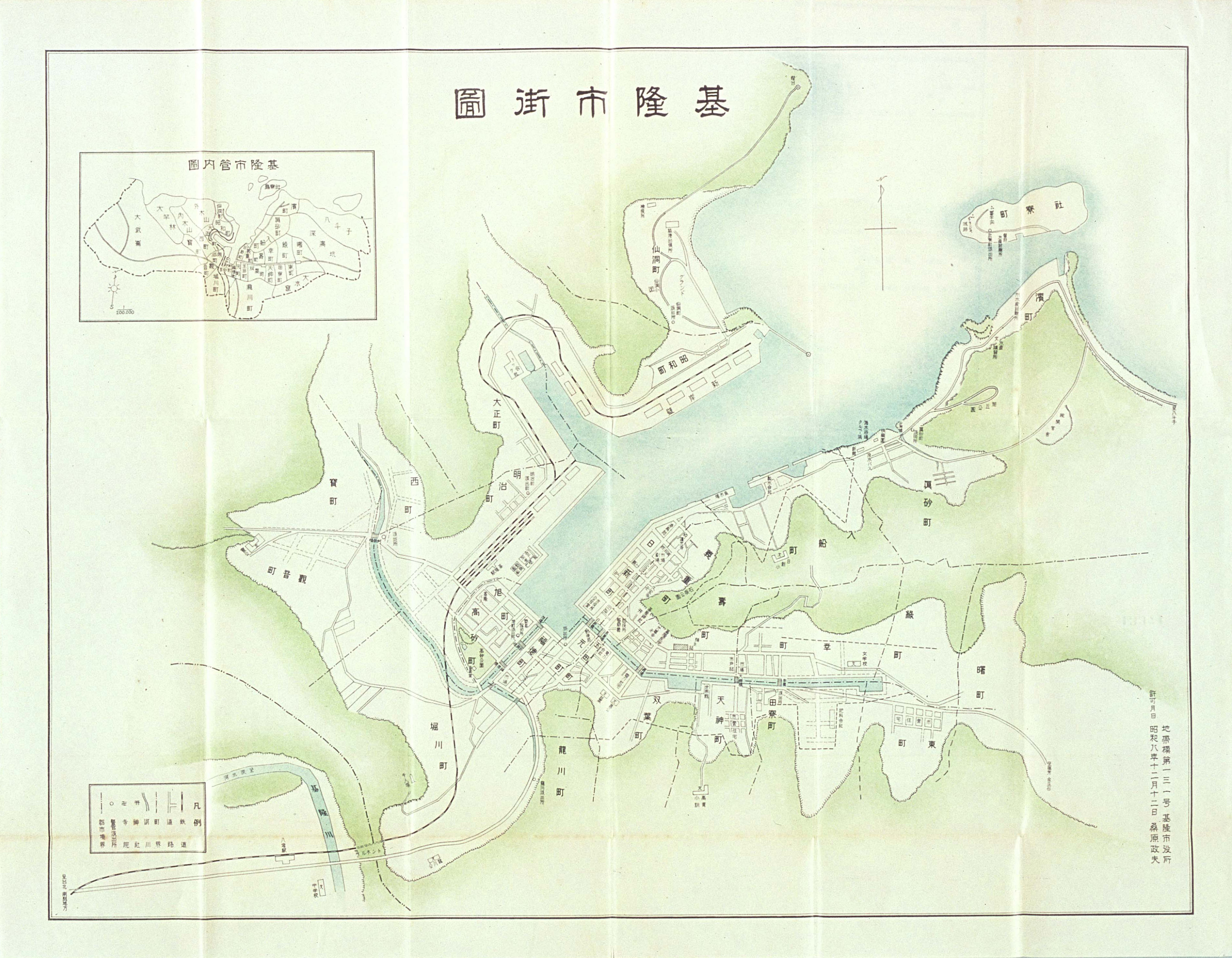
1933年基隆市街圖

1920年8月10日，臺灣總督府實施州制、市制、街庄制，將十二廳改為五州二廳，基隆設郡，隸屬於臺北州，下轄貢寮庄、雙溪庄、瑞芳庄、七堵庄、萬里庄、金山庄等6庄及基隆街:33、35。1924年12月25日，基隆街升格為州轄市基隆市:33。1931年，實施市區地名改町，基隆市下轄28町，而隸屬基隆郡之七堵庄則維持原狀。

### 中華民國時期
1945年10月25日，中華民國接管臺灣後，在臺灣成立臺灣省行政長官公署:65；11月，基隆市改制為省轄市，並將日治時期下轄的16區劃併為5區:34、36。1947年2月，基隆市擴大都市區域，將原屬臺北縣基隆區的七堵鄉劃入基隆市，改制為七堵區:35。1949年2月1日，七堵區暖暖里等7里劃出分設暖暖區:65。全市總計轄有7區:35:65。

## 列表
基隆市共轄7區，以下資料為2024年底資料。
| 區名   | 區域 代碼 | 面積 （km²） | 下轄 里數 | 下轄 鄰數 | 人口數  | 人口 消長 | 人口密度 （人/km²） | 地圖 |
| ------ | --------- | ------------ | --------- | --------- | ------- | --------- | ------------------- | ---- |
| 中正區 | 10017010  | 10.2118      | 26        | 517       | 50,950  | +304      | 4,989               |      |
| 七堵區 | 10017020  | 56.2659      | 20        | 411       | 52,528  | -229      | 934                 |      |
| 暖暖區 | 10017030  | 22.8283      | 13        | 280       | 38,334  | -116      | 1,679               |      |
| 仁愛區 | 10017040  | 4.2335       | 29        | 536       | 40,515  | -616      | 9,570               |      |
| 中山區 | 10017050  | 10.5238      | 24        | 520       | 45,859  | +400      | 4,358               |      |
| 安樂區 | 10017060  | 18.0250      | 25        | 647       | 80,060  | -380      | 4,442               |      |
| 信義區 | 10017070  | 10.6706      | 20        | 420       | 53,195  | -177      | 4,985               |      |
| 基隆市 | 10017     | 132.7589     | 157       | 3,331     | 361,441 | -814      | 2,723               |      |

- 人口消長計算方式為2024年底人口減去2023年底人口，負值以紅字表示，正值以藍字表示，沒有增長以綠字表示
- 各區人口密度以4捨5入至小數點前1位計之

- 人口遞減排列：
  - 總人口6萬以上：安樂。
  - 總人口5至6萬：信義、七堵、中正。
  - 總人口5萬以下：中山、仁愛、暖暖。

## 地圖
| 基隆市行政區劃示意圖                             |
| 中山區 安樂區 七堵區 仁愛區 暖暖區 中正區 信義區 |

## 圖集

基隆市各行政區圖集
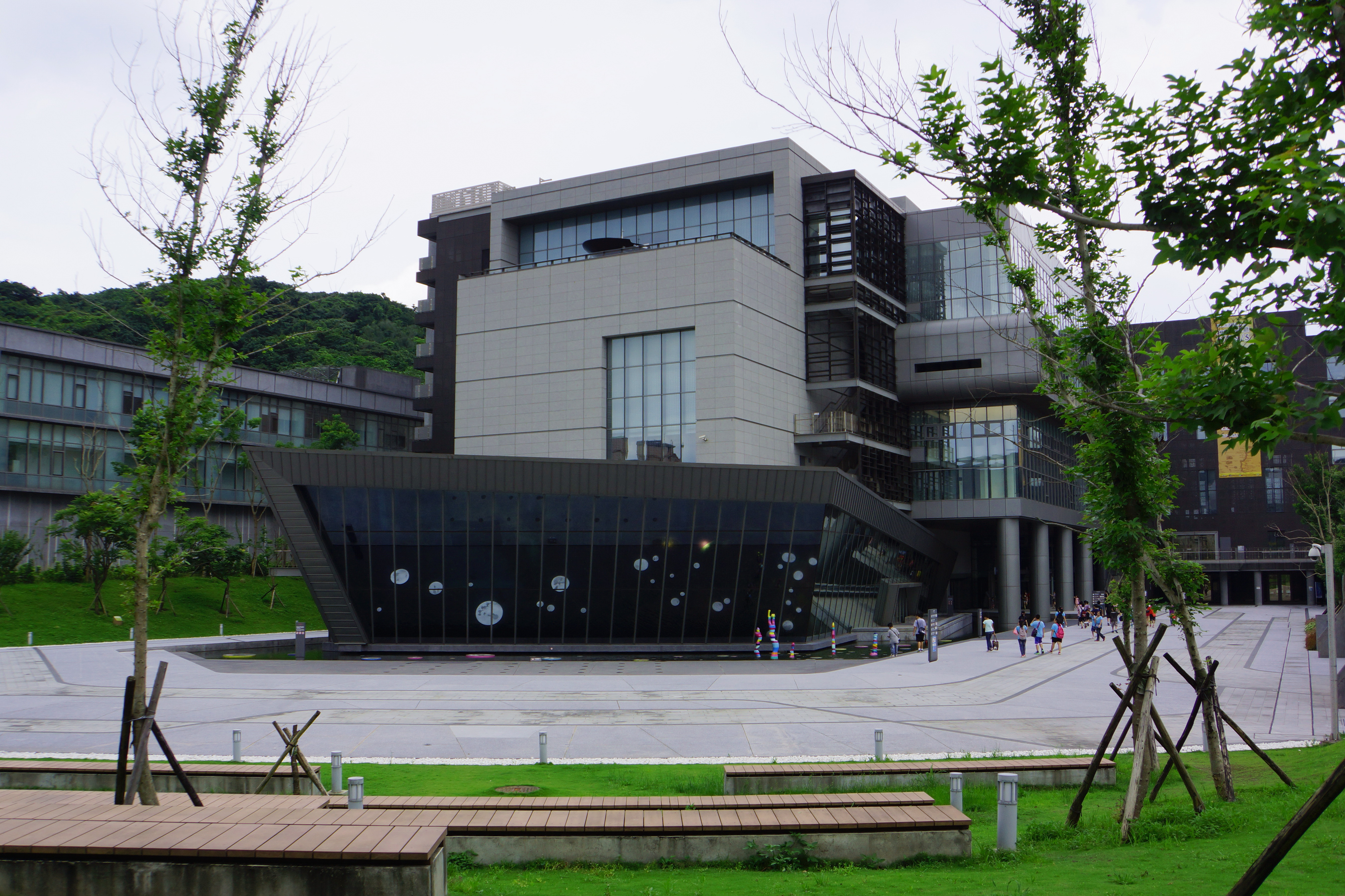
中正區國立海洋科技博物館
七堵區七堵車站
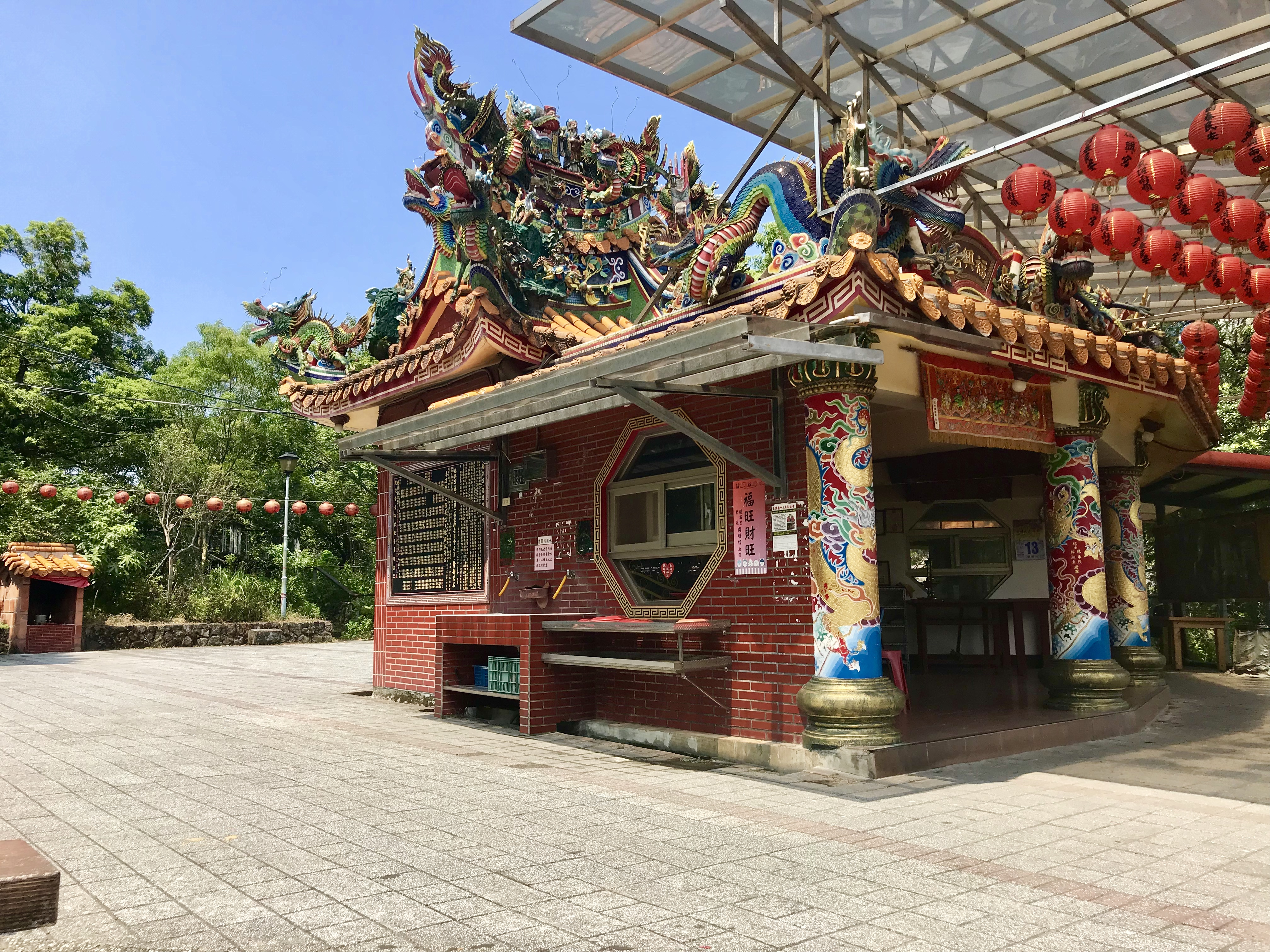
暖暖區暖暖雙生土地公廟
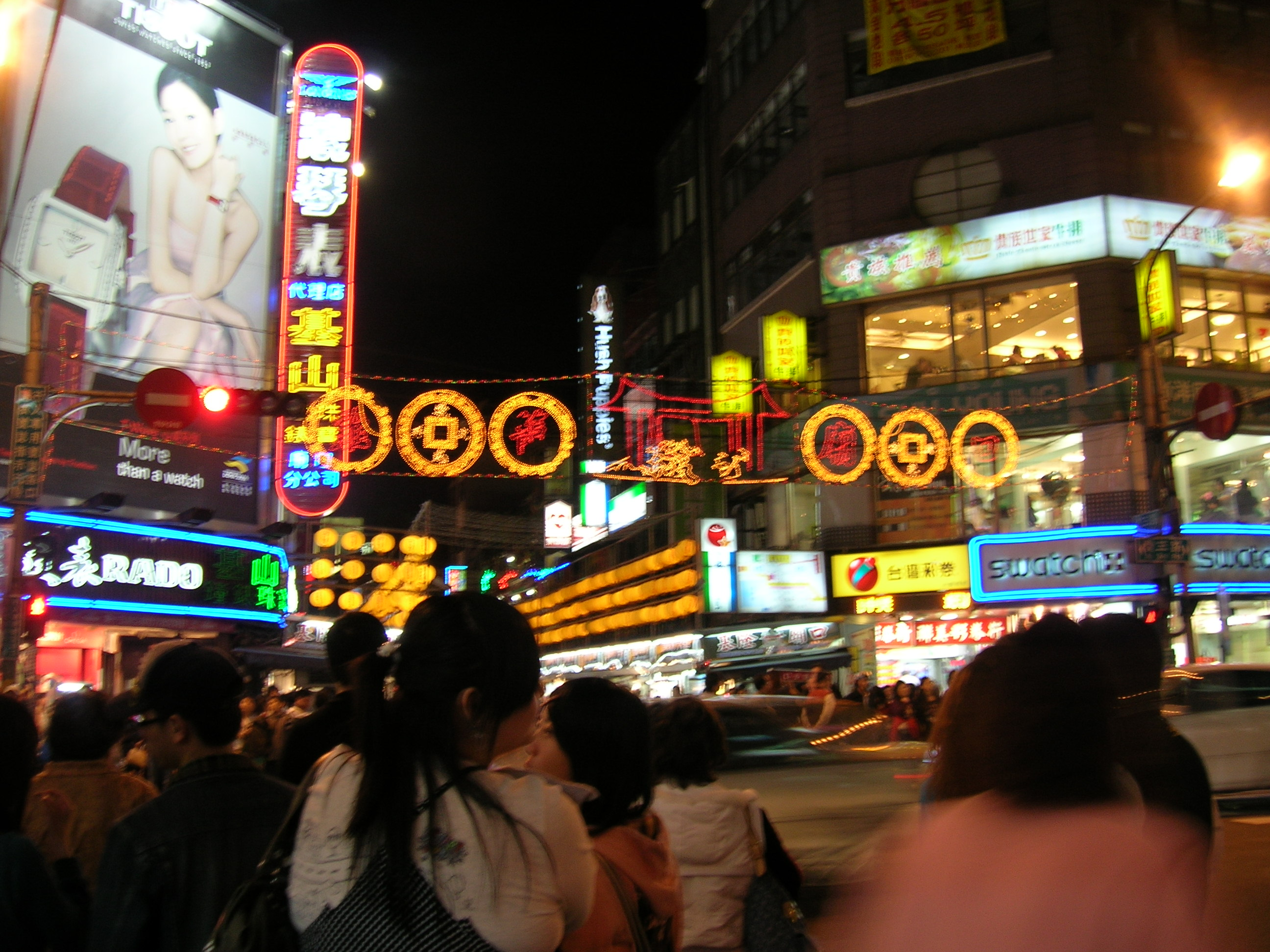
仁愛區基隆廟口夜市
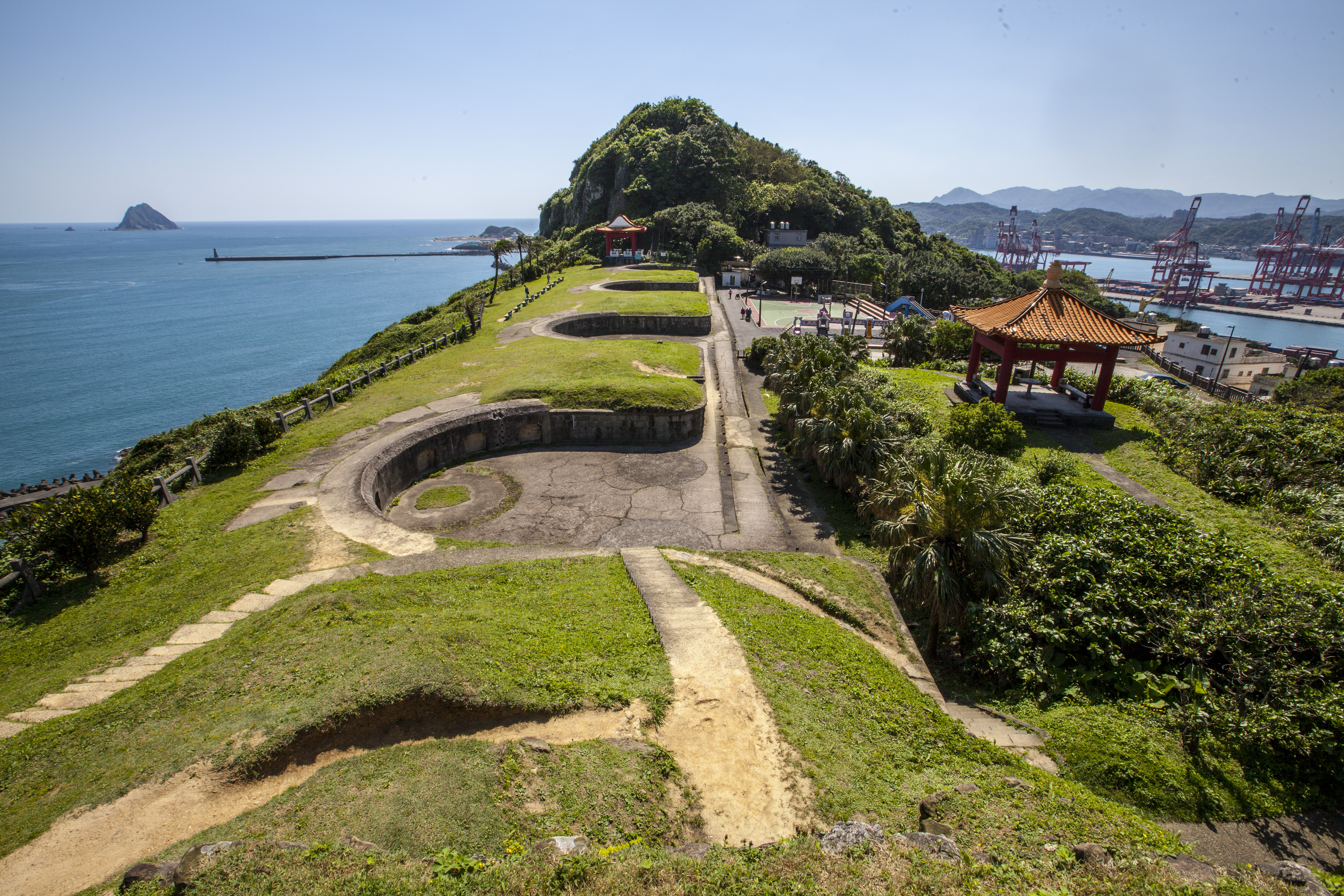
中山區市定古蹟白米甕砲台
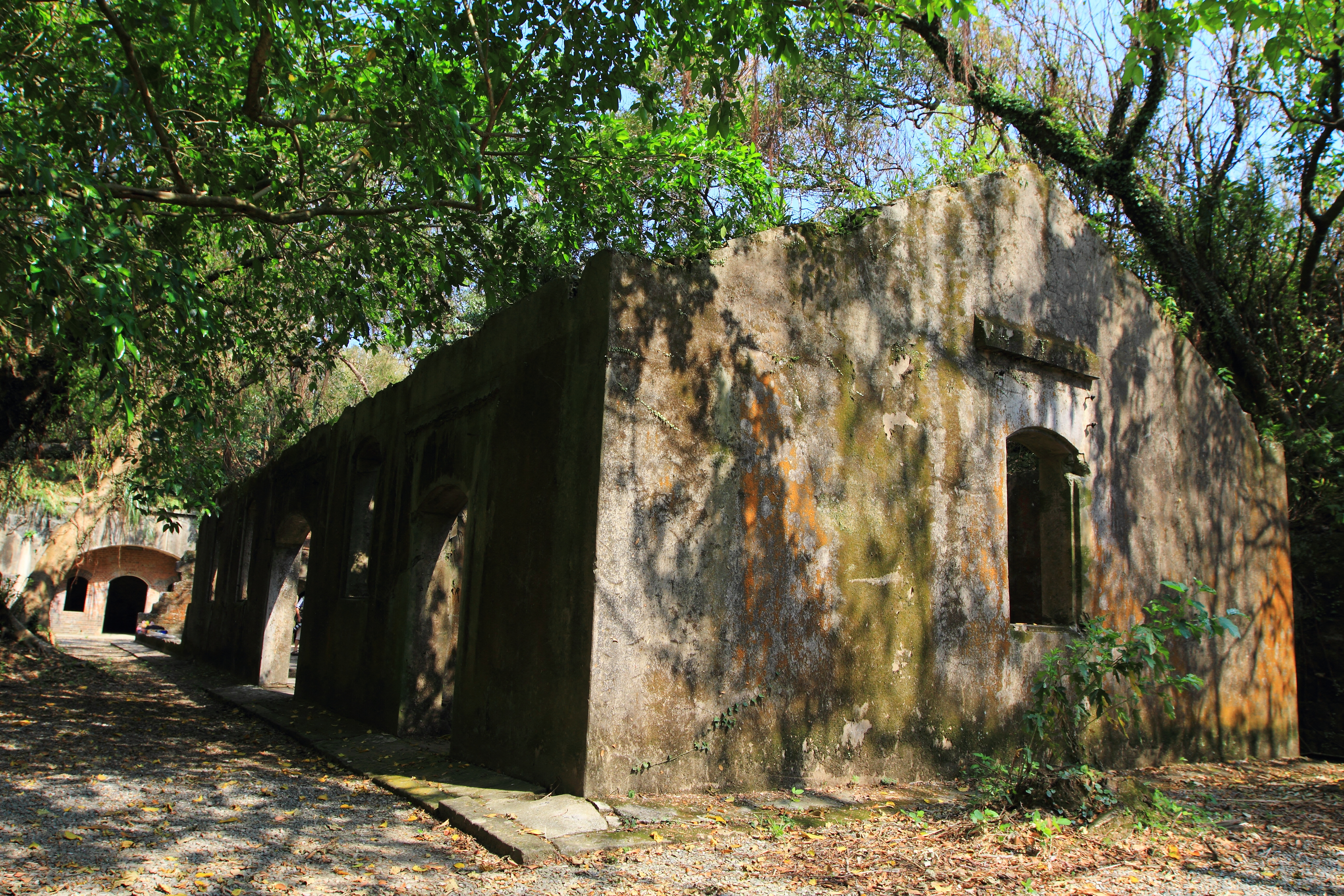
安樂區國定古蹟大武崙砲臺
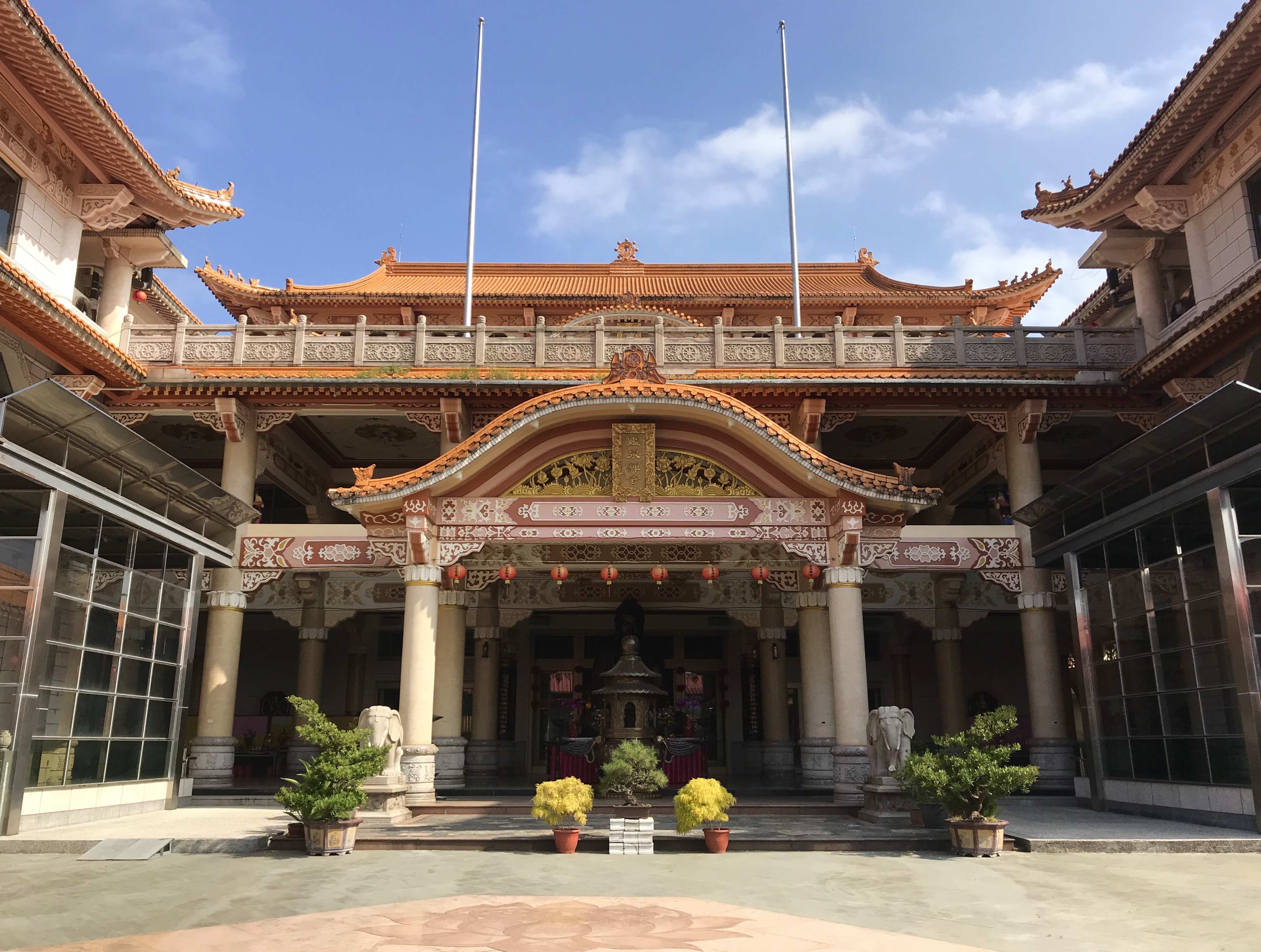
信義區靈泉禪寺大雄寶殿